# Henry Nevill (6e baron Bergavenny)
Henry Nevill, 6e et 4e baron de jure (entre 1527 et 1535-10 février 1587) est un pair anglais.

## Biographie
Il est le fils de George Nevill, et de Mary Stafford (fille d'Edward Stafford).
Henri, sixième (parfois quatrième) lord Abergavenny, est convoqué au parlement du 23 janvier 1552 au 15 octobre 1586. Il est l'un des pairs qui siège au jugement de Marie, reine d'Écosse, à Fotheringay. Il meurt à son siège appelé Comfort, près de Birling, Kent, le 10 février 1587.
Il épouse Frances, fille de Thomas Manners et se remarie à Elizabeth, fille de Stephen Darell, de Spelmonden, Kent (elle s'est remariée à William Sedley, de Southfleet, Kent); de sa première femme, il a une fille unique, Mary Neville, qui épouse Thomas Fane (mort en 1589) (en).
Au cours de la rébellion de Wyatt de janvier à février 1554, Henry et Robert Southwell, le haut shérif du Kent marié à la nièce d'Henry, Margaret, mènent les forces loyalistes contre les rebelles.
Sa fille, Mary Neville, baronne le Despencer, décédée le 28 juin 1626, âgée de 72 ans, inhumée à Mereworth, Kent, s'est mariée à Birling, le 12 décembre 1574, en seconde épouse, à Thomas Fane, de Badsell, Kent  Son fils, Francis, est créé comte de Westmorland, fait chevalier au château de Douvres, 26 août 1573, décédé le 13 mars 1589.
Lady Fane réclame la baronnie d'Abergavenny contre Edward Nevill, l'héritier mâle qui hérite du château d'Abergavenny, et comme compromis, elle est par lettres patentes, 25 mai 1604, confirmée dans le nom, le style et la dignité de La baronne le Despencer, pour les héritiers de son corps, avec l'antique siège, place et préséance de ses ancêtres.